# Ignaz Maria von Attems-Heiligenkreuz

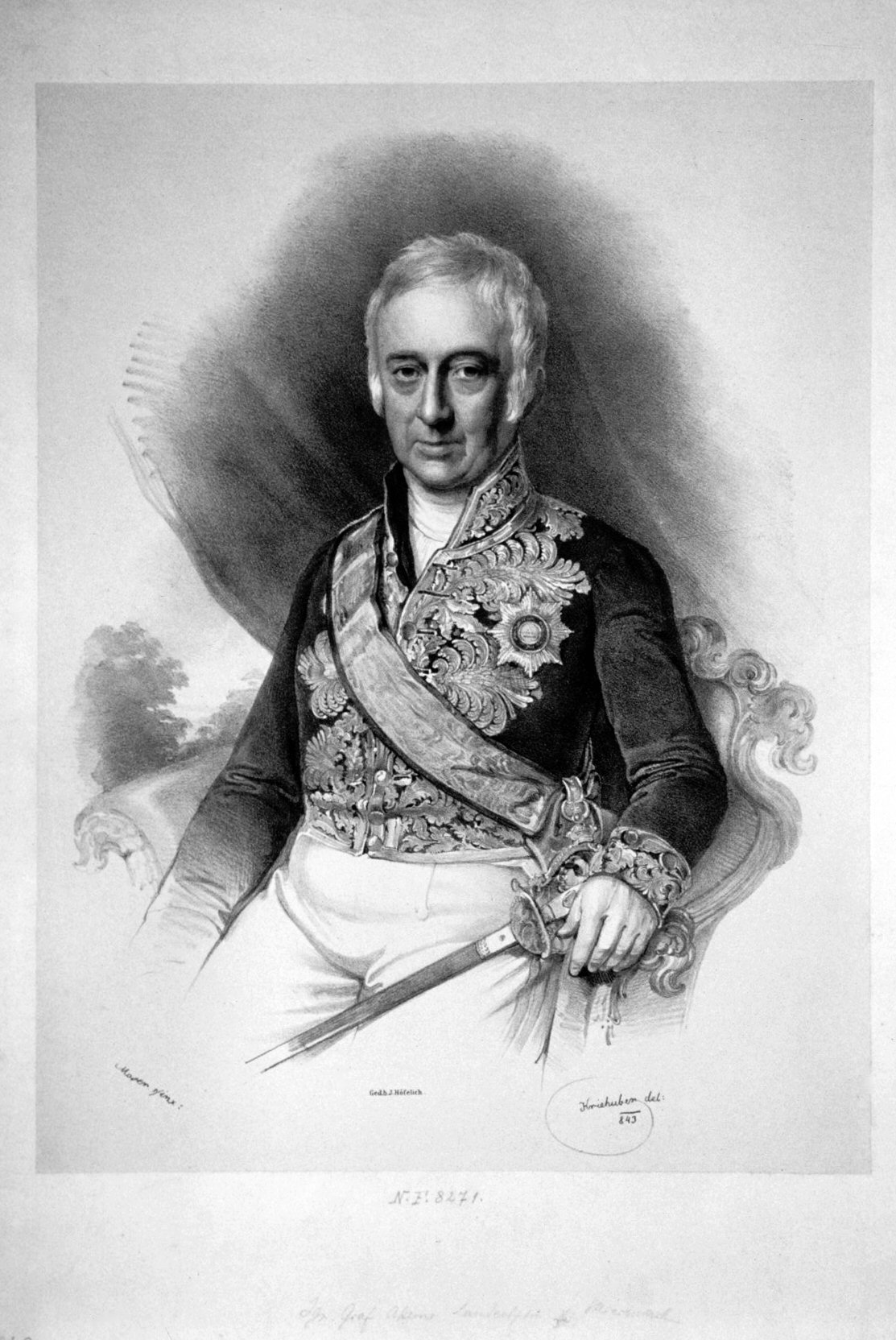
Ignaz Maria von Attems, Lithographie von Josef Kriehuber, 1843, nach einem Gemälde von Moser

Graf Ignaz Maria Weikhard Probus Alois Franz de Paula Felix Johann Nepomuk Mathia von Attems-Heiligenkreuz (* 24. Februar 1774 in Graz; † 17. Dezember 1861 ebenda) war ein österreichischer Politiker. Er war Landeshauptmann der Steiermark, Kaiserlicher Geheimer Rath und Mitglied des Herrenhauses des österreichischen Reichsrates.

## Leben
Ignaz Maria III Graf von Attems-Heiligenkreuz wurde 1774 als erster Sohn von Ferdinand Maria Graf von Attems-Heiligenkreuz (* 1746; † 1820) und Marianna Frn Gall von Gallenstein  (* 1752; † 1839) geboren. Er war von 1820 bis 1852 als Nachfolger seines Vaters Landeshauptmann der Steiermark. Erzherzog Johann von Österreich bestellte ihn zum Kurator des Universalmuseum Joanneum. Nach dessen Tod folgte er ihm als Präsident der Steirischen Landwirtschaftsgesellschaft (spätere Landwirtschaftskammer). Er setzte sich für eine konstitutionelle Monarchie ein, förderte den Neubau des Theaters in Graz und die Umwandlung des Grazer Lyzeums in die dortige Universität. 1861 wurde Ignaz Graf Attems für das Haus Attems mit der erblichen Mitgliedschaft des Herrenhauses des österreichischen Reichsrates ausgezeichnet. Er wird als Gründungsmitglied der „Allgemeinen Anti-Duell-Liga für Österreich“ gelistet.
Seine Tochter Maria Rosalia Gräfin von Attems (* 1816; † 1880) vermählte sich 1839 mit Anastasius Grün (Anton Alexander Graf von Auersperg).

## Auszeichnungen
- 1800: K. K. wirklicher Kämmerer[3]
- 1821: Kaiserlicher Geheimer Rath[4]
- 1836: Orden der Eisernen Krone II. Klasse
- 1841: Orden der Eisernen Krone I. Klasse
- 1843: Ehrenbürger der Stadt Graz[5]